# Koło Wąskotorowe
Koło Wąskotorowe – zlikwidowana wąskotorowa stacja kolejowa w Kole, w woj. wielkopolskim, w Polsce. Stacja znajdowała po wschodniej stronie głównej stacji, będąc punktem stycznym kolei normalno- i wąskotorowej.